# Kravaře ve Slezsku
Kravaře ve Slezsku – stacja kolejowa w Krawarzu (okres Opawa), w kraju morawsko-śląskim, w Czechach. Stacja znajduje na wysokości 250 m n.p.m. i leży na linii kolejowej nr 317 oraz 318 (jako jej stacja początkowa).